# Shawn Roberts
Shawn Roberts est un acteur canadien, né le 2 avril 1984 à Stratford (Ontario).

## Biographie

### Carrière
En 2004, Shawn Roberts apparaît dans le film Canadian Pie (Goin the Distance) de Mark Griffiths, dans le rôle de Tyler.
En 2007, Il joue dans Chronique des morts-vivants (Diary of the Dead) d'Arvin Brown.
En 2010, il est Albert Wesker dans le film Resident Evil: Afterlife de Paul W. S. Anderson, ainsi que ses suites Resident Evil: Retribution 3D (2012) et Resident Evil : Chapitre Final (2017).

## Filmographie

### Longs métrages
- 1999 : Jacob Two Two Meets the Hooded Fang de[Qui ?] : Daniel
- 2000 : X-men: petit-ami de Malicia
- 2001 : Allison Forever (Get Over It) de[Qui ?] : Colin
- 2003 : Detention de Sidney J. Furie : Corey Washington
- 2004 : La Maison au bout du monde (A Home at the End of the World) de[Qui ?] : le garçon du club
- 2004 : Destins violés (Taking Lives) de[Qui ?] : l'employé de bureau
- 2004 : Secret de famille (Sibings) de[Qui ?] : Tom Muster
- 2004 : Zeyda and the Hitman de[Qui ?] : Alpha Boy
- 2004 : Canadian Pie (Goin the Distance) de Mark Griffiths : Tyler
- 2005 : Le Territoire des morts (Land of the Dead) de George A. Romero  : Mike
- 2005 : Treize à la douzaine 2 de Adam Shankman :  Calvin Murtaugh
- 2006 : Man of the Year de Barry Levinson : le conducteur du camion
- 2006 : Shock to the System de[Qui ?] : Larry Phelps
- 2006 : Skinwalkers de  James Isaac : Adam Kilmer
- 2007 : Left for Dead de[Qui ?] : Clark
- 2007 : Chronique des morts-vivants (Diary of the Dead) de George A. Romero  : Tony Ravello
- 2008 : Jumper de Doug Liman : un serveur anglais
- 2009 : I Love You, Beth Cooper de[Qui ?] : Kevin
- 2010 : Hors de contrôle (Edge of Darkness) de[Qui ?] : David Burnham
- 2010 : Resident Evil: Afterlife de Paul W. S. Anderson : Albert Wesker
- 2010 : Percy Jackson : Le Voleur de foudre de Chris Columbus : un combattant
- 2011 : Devil's Night de[Qui ?] : Clark
- 2012 : A Little Bit Zombie de[Qui ?] : David Burnham
- 2012 : La Première Chevauchée de Wyatt Earp de Michael Feifer : Wyatt Earp, jeune
- 2012 : Resident Evil : Retribution 3D de Paul W. S. Anderson : Albert Wesker
- 2017 : Resident Evil : Chapitre final de Paul W. S. Anderson : Albert Wesker
- 2017 : xXx: Reactivated de D. J. Caruso : Jonas
- 2020 : Tainted de Brent Cote : Koso

### Téléfilms
- 1999 : Sea People de Vic Sarin : Peter Warner
- 2002 : Une famille déchirée (We Were the Mulvaneys) de Peter Werner : Zachary Lundt
- 2002 : Invasion planète Terre (Earth: Final Conflict) de[Qui ?] : Jeremiah
- 2003 : La Chute des héros (Word of Honor) de Nelson DeMille : PFC Sadowski, jeune
- 2003 : La Villa des souvenirs (Fallen Angel) de Michael Switzer : Terry à 18 ans
- 2005 : Stone Cold (en) de Robert Harmon : Bo Marino
- 2007 : Stir of Echoes: The Homecoming d'Ernie Barbarash : Luke
- 2007 : Le Jeu de la vérité (Betrayal) de Nell Scovell : George Watnick
- 2009 : Pluie acide (Black Rain) de Ron Oliver : Jack Webster
- 2011 : Un cœur à l'hameçon (Reel Love) de Brian K. Roberts : Jay
- 2012 : Ma vie au bout de fil (Broken Trust) de  Ron Oliver : Eric Robinson
- 2012 : Écoutez votre cœur (The Music Teacher) de Ron Oliver : Jace
- 2013 : La Trahison de mon mari (Her Husband's Betrayal) de Ron Oliver : Riley Coulter
- 2014 : La Menteuse (The Girl He Met Online) de Curtis Crawford : Andy Collins
- 2014 : Une passion, trois étoiles (Recipe for Love) de  Ron Oliver : Dexter Durant
- 2015 : Un mariage sans fin de Ron Oliver : Max
- 2015 : D'amour et de glace (40 Below and Falling) de[Qui ?] : Redford

### Séries télévisées
- 1997 : Chair de poule (Goosebumps) : Brian O'Connor
- 1998-2000 : Émilie de la nouvelle lune (Emily of New Moon) : Teddy Kent
- 1999 : La Femme Nikita : Milan
- 1999 : Real Kids, Real Adventures : Andrew Shearman
- 1999 : Jett Jackson (The Famous Jett Jackson) : Alex
- 2000 : Destins croisés (Twice in a Lifetime) : Buzzy Walsh, jeune
- 2002-2004 : Degrassi : La Nouvelle Génération (Degrassi: The Next Generation) : Dean
- 2003 : Starhunter (en) : Skinny
- 2004 : Méthode Zoé (Wild Card) : Josh Dickens
- 2006 : Falcon Beach : Hurst
- 2007 : Flash Gordon : Garus
- 2007 : The Virgin of Akron, Ohio : Owen
- 1999 : Animorphs : Skater Dude
- 2009 : Wild Roses : Foster
- 2009 : Psych : Enquêteur malgré lui (Psych) : Billy
- 2009 : Supernatural : Austin
- 2009 : Flashpoint : Darren Kovacs
- 2011 : Les Vies rêvées d'Erica Strange (Being Erica) : Milo
- 2012 : The Listener : Tyler Ross